# Batalla de Laswari
La batalla de Laswari es va lliurar prop de Laswari l'1 de novembre de 1803.
El general (després lord) Gerard Lake havia rebut informes a finals d'octubre que l'exèrcit maratha intentava evitar-lo i impetuosament a mitjanit va començar a buscar a l'enemic amb la cavalleria al davant però seguit de la infanteria. L'endemà (dia 1 de novembre) va albirar als marathes a Laswari en una magnífica posició. El general va atacar amb la cavalleria, però a causa de les moltes baixes es va haver de retirar esperant la infanteria que havia caminat més de 100 km en les anteriors 48 hores havia caminat més de 100 km dels quals 40 km des de la mitjana nit; després d'un breu descans foren llençats contra l'enemic; la batalla fou la més sagnant de les lliurades per les forces de la Companyia excepte la d'Assaye. Daulat Rao Sindhia i els seus van lluitar molt bé i van defensar la posició però finalment foren superats i van perdre les municions i equipaments amb 71 canons. La meitat de les forces marathes va quedar al camp morta o ferida. Entre els britànics les baixes foren 824.